# Walnut Grove (Missouri)
Walnut Grove é uma cidade localizada no estado americano de Missouri, no Condado de Greene.

## Demografia
Segundo o censo americano de 2000, a sua população era de 630 habitantes.
Em 2006, foi estimada uma população de 642, um aumento de 12 (1.9%).

## Geografia
De acordo com o United States Census Bureau tem uma área de
1,5 km², dos quais 1,5 km² cobertos por terra e 0,0 km² cobertos por água. Walnut Grove localiza-se a aproximadamente 360 m acima do nível do mar.

## Localidades na vizinhança
O diagrama seguinte representa as localidades num raio de 16 km ao redor de Walnut Grove.